# Eugène Thoison
Eugène Thoison, né le 6 octobre 1846 à Fontainebleau et mort le 31 mars 1910 à Larchant, un historien local français spécialiste du Gâtinais.

## Biographie
Eugène Cantien Thoison naît le 6 octobre 1846 à Fontainebleau, en l’hôtel de France et d’Angleterre. Son père, un chef de cuisine réputé, est originaire de Larchant, plus au sud, et passe donc ses premières années dans le Gâtinais français,. Lorsque ses parents déménagent à Paris, il revient souvent visiter sa marraine à l’hôtel durant les vacances. Il fait des études au collège Chaptal où son excellence est récompensée par une bourse. Après un baccalauréat obtenu à 17 ans, il passe quelques années dans le bureau d’un architecte, ami de la famille. Il entre par la suite dans les bureaux de la Compagnie des chemins de fer de Paris à Lyon et à la Méditerranée (PLM) — collaborant à divers journaux parallèlement — jusqu’à ce qu’éclate la guerre franco-allemande de 1870. Son père lui cède finalement le restaurant parisien Wepler, mais le fils reste attaché à l’études d’archives : il rythme ainsi ses journées en gérant l’établissement le matin et en partant pour la Bibliothèque nationale de France l’après-midi. Il étudie ainsi pendant de nombreuses années tous les documents se rapportant à l’histoire gâtinaise et en fait l’intérêt exclusif de ses recherches. Après avoir finalement cédé le restaurant, il est nommé correspondant du Ministère et fait de multiples communications aux congrès des sociétés savantes et des beaux-arts. Il se retire finalement à Larchant et continue les recherches sur Fontainebleau et Nemours. Il décède le 31 mars 1910 à Larchant.

## Œuvre
Il est au final l’auteur de 77 publications. En 1870, il écrit également son roman À vingt ans. Il signe sous différents noms : E. de Larchant, E. Cantien, E. Thoison.